# Diamond (Me First and the Gimme Gimmes)
Diamond è il terzo singolo della cover band statunitense Me First and the Gimme Gimmes, pubblicato per la Hopeless Records nel 1997. Questo singolo è composto di cover di Neil Diamond.

## Tracce
1. Sweet Caroline – 2:53
2. America – 2:25

## Formazione
- Spike Slawson - voce
- Joey Cape - chitarra
- Chris Shiflett - chitarra
- Fat Mike - basso, voce
- Dave Raun - batteria